# Jan Zalasiewicz
Jan Zalasiewicz (* 1954 in Manchester) ist ein britisch-polnischer Geologie und Paläontologe.
Er ist emeritierter Professor an der University of Leicester.
Zalasiewicz lieferte wesentliche Beiträge zum Anthropozän.
Von 2009 bis 2020 leitete er die  Anthropocene Working Group.

## Auszeichnungen
- 2018: Prestwich Medal
- 2023: Ig-Nobelpreis

## Schriften (Auswahl)
- Zalasiewicz, J., Williams, M., Steffen, W., & Crutzen, P. (2010): The new world of the Anthropocene.
- Jan Zalasiewicz: Die Erde nach uns. Der Mensch als Fossil der fernen Zukunft. Aus dem Englischen übersetzt von Thomas Schalipp. Spektrum Akademischer Verlag, Heidelberg 2011, ISBN 978-3-8274-2302-3.
- Zalasiewicz, J., Williams, M., Fortey, R., Smith, A., Barry, T. L., Coe, A. L., ... & Stone, P. (2011): Stratigraphy of the Anthropocene. Philosophical Transactions of the Royal Society A: Mathematical, Physical and Engineering Sciences, 369(1938), 1036–1055.
- 2013, Mitherausgeber: : Waters CN, Zalasiewicz J, Williams M et al. (eds) A Stratigraphical Basis for the Anthropocene. Geological Society London, Special Publication 395.
- Zalasiewicz, J., Waters, C. N., Williams, M., Barnosky, A. D., Cearreta, A., Crutzen, P., ... & Oreskes, N.: When did the Anthropocene begin? A mid-twentieth century boundary level is stratigraphically optimal. In: Quaternary International 383, 2015, S. 196–203, doi:10.1016/j.quaint.2014.11.045.
- Jan Zalasiewicz, Colin N. Waters, Colin P. Summerhayes, Alexander P. Wolfe, Anthony D. Barnosky, Alejandro Cearreta, Paul Crutzen, Erle Ellis, Ian J. Fairchild, Agnieszka Gałuszka, Peter Haff, Irka Hajdas, Martin J. Head, Juliana A. Ivar do Sul, Catherine Jeandel, Reinhold Leinfelder, John R. McNeill, Cath Neal, Eric Odada, Naomi Oreskes, Will Steffen, James Syvitski, Davor Vidas, Michael Wagreich, Mark Williams: The Working Group on the Anthropocene: Summary of evidence and interim recommendations, Anthropocene, Volume 19, 2017, Pages 55–60, https://doi.org/10.1016/j.ancene.2017.09.001.
- How to read a rock. Smithsonian Books 2022.
- Mark Williams, Jan Zalasiewicz : The Cosmic Oasis: The Remarkable Story of Earth's Biosphere. Oxford University Press 2022. ISBN 978-0198845874.
- Die verborgene Geschichte der Erde : was Gesteine uns verraten (2023).
- Zalasiewicz, J., Adeney Thomas, J., Waters, C. N., Turner, S., & Head, M. J. (2024): The meaning of the Anthropocene: why it matters even without a formal geological definition. Nature, 632(8027), 980–984.
- Summerhayes, C. P., Zalasiewicz, J., Head, M. J., Syvitski, J., Barnosky, A. D., Cearreta, A., ... & Zinke, J. (2024): The future extent of the Anthropocene epoch: A synthesis. Global and Planetary Change, 242, 104568.